# Digenite
La digenite (simbolo IMA: Dg), nota anche come α-calcopirite o calcopirite isotropa blu, è un minerale della classe dei minerali "solfuri e solfosali", che può essere abbondante in varie località, ma generalmente non è molto comune e che possiede composizione chimica Cu9S5 o β-Cu1,8S.

## Etimologia e storia
La digenite fu scoperta per la prima volta nei pressi di Sangerhausen in Sassonia-Anhalt e descritta nel 1844 da Johann Friedrich August Breithaupt, che chiamò il minerale con le parole greche δύο ('dýo') o il suo prefisso δι- ('di-') per 'due' e γένος ('genos', specie, genere), da cui il nome che evoca la "doppia origine", poiché il minerale è correlato alla covellite e alla calcocite.

## Classificazione
Nell'ormai obsoleta, ma ancora in uso, 8ª edizione della sistematica minerale secondo Strunz, la digenite apparteneva alla classe minerale dei "solfuri e solfosali" e quindi alla sottoclasse dei "solfuri con il rapporto del metallo: zolfo, selenio, tellurio > 1:1", dove formava un gruppo indipendente insieme ad anilite, calcocite, djurleite, geerite, roxbyite, spionkopite e yarrowite.
La 9ª edizione della sistematica minerale di Strunz, valida dal 2001 e utilizzata dall'Associazione Mineralogica Internazionale (IMA), classifica la digenite nella classe "2. Solfuri e solfosali" e lì nella sottoclasse "2.B Solfuri metallici, M: S > 1: 1 (principalmente 2: 1)"; questa sottoclasse è ulteriormente suddivisa in base ai metalli predominanti nel composto, in modo che il minerale possa essere trovato nella suddivisione "2.BA Con Cu, Ag, Au" in base alla sua composizione, dove forma il gruppo senza nome 2.BA.05e.
Anche la sistematica dei minerali secondo Dana, che viene utilizzata principalmente nel mondo anglosassone, classifica la digenite nella classe dei "solfuri e solfosali" e lì nella sottoclasse dei "minerali solfuro". Qui si trova insieme a calcocite, djurleite, roxbyite, anilite, geerite e spionkopite nel "gruppo della calcocite (formula: Cu2-xS)" con il sistema nº 02.04.07 nell'ambito della suddivisione "Solfuri – compresi seleniuri e tellururi – con composizione AmBnXp, con (m+n):p = 2:1".

## Abito cristallino
La digenite cristallizza nel sistema trigonale nel gruppo spaziale R3m (gruppo nº 166) con i parametri del reticolo a = 3,92 Å e c = 48,00 Å oltre a 15 unità di formula per cella unitaria.

## Proprietà
Davanti al cannello a soffiatura, la digenite si scioglie in una palla fragile; usando la soda è facile ottenere un granello di rame. Nell'acido nitrico, la digenite si dissolve con la deposizione di zolfo e colora il liquido di verde.

## Origine e giacitura
La digenite si forma da processi idrotermali in depositi di rame primari o secondari. Oltre alla calcocite, i minerali di accompagnamento includono djurleite, bornite, calcopirite e altri minerali di rame, nonché la pirite.
In totale, la digenite è stata rilevata in più di 700 siti finora (a partire dal 2011). Oltre alla sua località tipo (Sangerhausen), il minerale può essere trovato anche in molte località della Germania nella Foresta Nera nel Baden-Württemberg; nei pressi di Hagendorf nella Foresta dell'Alto Palatinato e Wölsendorf nel circondario di Schwandorf in Baviera; nell'Lautertal in Assia; vicino a Mausbach (Stolberg), Untermaubach e Eiserfeld nella Renania Settentrionale-Vestfalia; nei pressi di Niederhausen an der Appel, Kruft, Mendig, sull'Ettringer Bellerberg, Bleialf, Fischbach, Imsbach, Rammelsbach e Obermoschel in Renania-Palatinato; nei pressi di Nonnweiler e Walhausen nel Saarland; vicino a Neudorf (Harzgerode) e Mansfeld in Sassonia-Anhalt, nonché vicino a Gera, Saalfeld e Schnellbach (Floh-Seligenthal) in Turingia.
In Austria, il minerale si trova principalmente in Carinzia, Bassa Austria, nel Salisburghese, Stiria e Tirolo.
In Svizzera, la digenite è stata trovata vicino a Riniken nel Canton Argovia, ad Aranno in Canton Ticino e in diversi luoghi del Canton Grigioni.
Altre località sono sparse in tutto il mondo.
La digenite è stata rilevata anche in campioni di roccia provenienti dalla dorsale medio atlantica, dalla dorsale medio-indiana e dalla dorsale del Pacifico orientale.

## Forma in cui si presenta in natura
Si trova solitamente sotto forma di aderenze con altri solfuri di rame e aggregati minerali massicci, ma raramente anche sotto forma di cristalli trigonali o pseudocubici fino a circa 3 cm di colore blu-nero; il suo striscio è grigio-nero.
La digenite è opaca anche in strati sottili. Sulle superfici cristalline di campioni freschi o su superfici appena tagliate o di frattura, appare una forte lucentezza metallica. Tuttavia, dopo un po' di tempo, queste superfici diventano nere e opache nell'aria o formano un rivestimento marrone e polveroso.